# Jitka Zelenková
Jitka Zelenková (ur. 5 czerwca 1950 w Brnie) – czeska piosenkarka.

## Życiorys
Pochodzi z rodziny muzyków – jej ojciec był dyrygentem, a matka piosenkarką. Po zdaniu matury związała się z teatrem Rokoko, gdzie występowała m.in. w spektaklach muzycznych. Talent jazzowy rozwijała poprzez koncertowanie z grupą SHQ Karela Velebnego. Występowała gościnnie z orkiestrami Karela Vlacha, Gustava Broma, Václava Hybša, a także z Orkiestrą Taneczną Radia Czechosłowackiego. W 1973 roku otrzymała propozycję występowania u boku Karela Gotta w Grupie Ladislava Štaidla, gdzie przez prawie 14 lat była wokalistką i solistką. Jej pierwszy solowy album pt. Zázemí został dobrze przyjęty przez słuchaczy i krytyków. Współpracowała z tekściarzem Eduardem Pergnerem.

## Dyskografia
- Zázemí (Supraphon 1979);
- Kdo jsem vlastně já (Supraphon 1982);
- Close Up (Supraphon/Artia 1982);
- V tuto chvíli (Supraphon 1983);
- Máme si co říct (Supraphon 1985);
- Bez lásky láska není (Supraphon 1987);
- Zázemí II – The Best Of Jitka Zelenková (kompilacja, Supraphon 1992);
- Jen pár večerů (z big-bandem Felixe Slováčka, Supraphon 1993);
- Srdce dokořán (Popron 1993);
- Perly (z Rudolfem Roklem, Maximum 1994);
- 20x Jitka Zelenková (kompilacja, Sony Music/Bonton 1998);
- Jitka (Warner Music 2000);
- Sametový hlas (Supraphon 2004);
- Pod kůží (Westrecords 2006, Epinien 2008);
- Moje Vánoce (Epinien 2007).

Źródło: